# Karim Bannani
Karim Bannani (Terneuzen, 26 juli 1998) is een Nederlandse voetballer die doorgaans als verdediger speelt.

## Carrière
Bannani speelde in de jeugd van Terneuzense Boys en JVOZ (Jeugd Voetbal Opleiding Zeeland). Hij werd in 2012 opgenomen in de jeugdopleiding van PSV. Hier doorliep hij vanaf de C-junioren alle verdere jeugdelftallen. Bannani maakte op 29 september 2017 zijn debuut in het betaald voetbal. Hij speelde die dag met Jong PSV een wedstrijd in de Eerste divisie, uit bij FC Den Bosch (5–0 verlies). Hij kwam daarbij in de 74e minuut in het veld als vervanger voor Jurich Carolina.
Met uiteindelijk vijf wedstrijden in Jong PSV achter zijn naam tekende Bannani in januari 2018 een contract tot medio 2020 bij FC Dordrecht. Bannani vertrok echter na een halfjaar alweer uit Dordrecht. In januari 2019 vond hij in HSV Hoek een nieuwe club.

## Clubstatistieken
| Seizoen | Club         | Competitie             | Competitie | Competitie | Beker | Beker | Internationaal | Internationaal | Totaal | Totaal |
| Seizoen | Club         | Competitie             | Wed.       | Dlp.       | Wed.  | Dlp.  | Wed.           | Dlp.           | Wed.   | Dlp.   |
| ------- | ------------ | ---------------------- | ---------- | ---------- | ----- | ----- | -------------- | -------------- | ------ | ------ |
| 2017/18 | Jong PSV     | Eerste divisie         | 5          | 0          | 0     | 0     | —              | —              | 5      | 0      |
| 2017/18 | FC Dordrecht | Eerste divisie         | 4          | 0          | 0     | 0     | —              | —              | 4      | 0      |
| 2018/19 | HSV Hoek     | Derde divisie zaterdag | 0          | 0          | 0     | 0     | —              | —              | 0      | 0      |
| Totaal  | Totaal       | Totaal                 | 9          | 0          | 0     | 0     | 0              | 0              | 9      | 0      |

Bijgewerkt t/m 8 januari 2019